# Episodi di Community (seconda stagione)
La seconda stagione della serie televisiva Community, composta da 24 episodi, è stata trasmessa sul canale statunitense NBC dal 23 settembre 2010 al 12 maggio 2011.
In Italia, la serie è stata originariamente trasmessa su Comedy Central dal 5 aprile 2011. Il 31 maggio 2011 durante la prima tv, la rete ha ritrasmesso, per errore, il nono episodio; analogamente, il 30 agosto è stato ritrasmesso l'undicesimo episodio, mentre dal 6 al 23 settembre sono stati ritrasmessi gli episodi dal ventesimo al ventiduesimo e il 30 è di nuovo andato in onda l'undicesimo. L'ottavo episodio è stato trasmesso solo insieme alle repliche successive della stagione il 4 gennaio 2012.
| nº | Titolo originale                           | Titolo italiano                                         | Prima TV USA      | Prima TV Italia |
| -- | ------------------------------------------ | ------------------------------------------------------- | ----------------- | --------------- |
| 1  | Anthropology 101                           | Antropologia                                            | 23 settembre 2010 | 5 aprile 2011   |
| 2  | Accounting for Lawyers                     | Rendiconti... legali                                    | 30 settembre 2010 | 12 aprile 2011  |
| 3  | The Psychology of Letting Go               | La psicologia del lasciar andare                        | 7 ottobre 2010    | 19 aprile 2011  |
| 4  | Basic Rocket Science                       | Basi di simulazione spaziale                            | 14 ottobre 2010   | 26 aprile 2011  |
| 5  | Messianic Myths and Ancient Peoples        | Miti messianici e popoli antichi                        | 21 ottobre 2010   | 10 maggio 2011  |
| 6  | Epidemiology 206                           | Epidemiologia                                           | 28 ottobre 2010   | 10 maggio 2011  |
| 7  | Aerodynamics of Gender                     | L'aerodinamica del genere                               | 4 novembre 2010   | 17 maggio 2011  |
| 8  | Cooperative Calligraphy                    | Calligrafia collaborativa                               | 11 novembre 2010  | 4 gennaio 2012  |
| 9  | Conspiracy Theories and Interior Design    | Teorie del complotto e arredamento d'interni            | 18 novembre 2010  | 24 maggio 2011  |
| 10 | Mixology Certification                     | Passaggio all'età adulta                                | 2 dicembre 2010   | 7 giugno 2011   |
| 11 | Abed's Uncontrollable Christmas            | L'incontrollabile Natale di Abed                        | 9 dicembre 2010   | 14 giugno 2011  |
| 12 | Asian Population Studies                   | Studi sulla popolazione asiatica                        | 20 gennaio 2011   | 21 giugno 2011  |
| 13 | Celebrity Pharmacology                     | Questione di indipendenza                               | 27 gennaio 2011   | 28 giugno 2011  |
| 14 | Advanced Dungeons & Dragons                | Dungeons & Dragons                                      | 3 febbraio 2011   | 5 luglio 2011   |
| 15 | Early 21st Century Romanticism             | Romanticismo di inizio XXI secolo                       | 10 febbraio 2011  | 12 luglio 2011  |
| 16 | Intermediate Documentary Filmmaking        | Il documentario sociale                                 | 17 febbraio 2011  | 19 luglio 2011  |
| 17 | Intro to Political Science                 | Introduzione alle scienze politiche                     | 24 febbraio 2011  |                 |
| 18 | Custody Law and Eastern European Diplomacy | Legge sulla custodia e diplomazia dell'Europa orientale | 17 marzo 2011     | 26 luglio 2011  |
| 19 | Critical Film Studies                      | Critica del cinema                                      | 24 marzo 2011     | 2 agosto 2011   |
| 20 | Competitive Wine Tasting                   | Degustazione di vini competitiva                        | 14 aprile 2011    | 9 agosto 2011   |
| 21 | Paradigms of Human Memory                  | I paradigmi della memoria umana                         | 21 aprile 2011    | 16 agosto 2011  |
| 22 | Applied Anthropology and Culinary Arts     | Antropologia applicata e arte culinaria                 | 28 aprile 2011    | 23 agosto 2011  |
| 23 | A Fist Full of Paintballs                  | Per un pugno di cartucce (1)                            | 5 maggio 2011     | 4 ottobre 2011  |
| 24 | For a Few Paintballs More                  | Per un pugno di cartucce (2)                            | 12 maggio 2011    | 11 ottobre 2011 |

## Antropologia
- Titolo originale: Anthropology 101
- Diretto da: Joe Russo
- Scritto da: Chris McKenna

### Trama
Jeff si trova in una brutta situazione in quanto ha rifiutato di scegliere chi ama tra Britta e la sua insegnante, oltre ad Annie che cerca le sue attenzioni. Il gruppo inizia le lezioni di antropologia frequentate anche dal vecchio insegnante di spagnolo. A causa dell'umiliazione subita, Britta diventa l'idolo delle ragazze e cerca di sfruttare la cosa a suo vantaggio.
- Guest star: Betty White (June Bauer)
- Ascolti USA: telespettatori 5 010 000[1]

## Rendiconti... legali
- Titolo originale: Accounting for Lawyers
- Diretto da: Joe Russo
- Scritto da: Emily Cutler

### Trama
Jeff incontra un suo vecchio collega, che lo invita a un ricevimento assieme ai membri del suo ex studio legale. Intanto il gruppo scopre una strana verità sul suo ex collega e cerca di farlo sapere a Jeff imbucandosi al ricevimento. 
- Ascolti USA: telespettatori 4 527 000 – share 5%[2]

## La psicologia del lasciar andare
- Titolo originale: The Psychology of Letting Go
- Diretto da: Anthony Russo
- Scritto da: Hilary Winston

### Trama
Quando la madre di Pierce viene a mancare, il gruppo si riunisce per cercare di confortarlo nel suo momento del bisogno. Jeff fa delle analisi e scopre di avere il colesterolo un po' alto. Allora Jeff si arrabbia perché dopo aver passato tutta la sua vita alla cura del suo corpo, alla fine non è servito quasi a nulla. Il professor Duncan fatica a prendere in consegna la classe di antropologia al posto della professoressa Bauer. Britta e Annie uniscono le forze per raccogliere dei fondi per una fuoriuscita di petrolio nell'oceano, ma ben presto nascono degli attriti tra le due sul metodo di raccolta dei soldi.
- Guest star: Betty White (June Bauer)
- Ascolti USA: telespettatori 4 200 000[3]

## Basi di simulazione spaziale
- Titolo originale Basic Rocket Science
- Diretto da: Anthony Russo
- Scritto da: Andy Bobrow

### Trama
Il Preside vuole inaugurare l'anno con una simulazione di lancio spaziale per favorire la reputazione del Greendale battendo sul tempo il City College. Così presenta un simulatore anni 80 in condizioni dubbie. Jeff e tutto il gruppo di studio sono chiamati a occuparsi della pulizia del suddetto "camper-navicella"; Mentre sono dentro a dare un'occhiata, il portello si chiude e i ragazzi sentono il mezzo in movimento, trainato da qualcuno dall'esterno: quelli del City College li stanno portando via per boicottare la simulazione Abed è l'unico a restare fuori e nonostante la delusione di essere escluso dalla missione, accetta di aiutare il preside a localizzare i ragazzi. Alla fine riescono a tornare in tempo e vengono accolti come eroi spaziali.
- Nota. L'episodio è una rivisitazione parodistica del film Apollo 13 del 1995[4] e omaggia anche Uomini veri. All'inizio ci sono svariati citazioni e riferimenti alla rivalità tra America (interpretata dal Community College) e Russia (interpretata dal City College) nel campo dell'aeronautica spaziale: la sigla del City College Cosmic Pioneer (CCCP) e la macchia rossa (il rosso è il colore del comunismo) che si espande partendo dal City College. Il motto della Greendale "E Pluribus Anus", è una parodia del motto originario degli Stati Uniti d'America E pluribus unum. La fittizia navicella che il gruppo di studio usa ha chiari riferimenti alla catena di fast food statunitense Kentucky Fried Chicken. Alla fine dell'episodio, viene presentato il trailer di un fittizio film di Abed e Troy col nome di Navicelle Spaziali (Space Ships) ambientato nell'anno 3030, un chiaro riferimento all'omonimo album dei Deltron 3030.
- Ascolti USA: telespettatori 4 806 000 – share 5%[5]

## Miti messianici e popoli antichi
- Titolo originale: Messianic Myths and Ancient Peoples
- Diretto da: Anthony Russo
- Scritto da: Andy Bobrow

### Trama
Shirley vuole girare un film su Gesù ma in modo moderno e in versione "rap" e chiede un parere ad Abed. Abed, prima scettico, scopre che la vita di Gesù è facilmente adattabile a una pellicola cinematografica e così decide di creare e dirigere un metafilm su Gesù in cui lui stesso fa il regista e interpreta il protagonista Gesù contemporaneamente. Però Sherley non è d'accordo. Intanto Pierce conscio di essere il più vecchio del gruppo, si unisce a un gruppo di persone della sua stessa età. 
- Ascolti USA: telespettatori 4 459 000 – share 5%[6]

## Epidemiologia
- Titolo originale: Epidemiology
- Diretto da: Anthony Hemingway
- Scritto da: Karey Dornetto

### Trama
Una misteriosa epidemia colpisce gli studenti del Greendale durante una festa in maschera organizzata ad Halloween. Il primo a essere infettato è Pierce (mangiando una strana carne) che mordendo Basette a Stella lo fa diventare uno zombie. A poco a poco tutti si trasformano in zombie e rimangono solamente Jeff, Annie, Britta, Troy, Abed, Shirley, Chang e un medico amico di Annie. Successivamente Britta e il medico vengono morsi e si trasformano; Chang per colpirli gli lancia un oggetto pesante contro, rompendo il vetro e facendo entrare gli zombie che prendono Annie. Chang e Shirley si rifugiano nei bagni mentre Troy Abed e Jeff scappano, alla fine rimane solo Troy che con le sue ultime forze riesce ad abbassare la temperatura e far tornare tutti normali.
- Ascolti USA: telespettatori 5 635 000 – share 5%[7]

## L'aerodinamica del genere
- Titolo originale: Aerodynamics of Gender
- Diretto da: Anthony Hemingway
- Scritto da: Karey Dornetto

### Trama
Britta, Shirley e Annie decidono di frequentare un corso sullo studio della femminilità, al quale si unisce anche Abed. Al corso incontrano tre snob che Abed inizia a prendere in giro. Nel frattempo Jeff e Troy scoprono un tappeto elastico abusivo e decidono di tenerlo segreto. Pierce, dopo aver scoperto del tappeto elastico segue i due compagni. Dopo aver saltato troppo in alto Pierce si rompe le gambe e il tappeto viene distrutto.
- Guest star: Hilary Duff (Meghan)
- Ascolti USA: telespettatori 4 605 000 – share 5%[8]

## Calligrafia collaborativa

Immagine tratta dall'episodio.

- Titolo originale: Cooperative Calligraphy
- Diretto da: Joe Russo
- Scritto da: Megan Ganz

### Trama
Annie accusa i suoi amici di averle rubato una penna. Jeff allora chiude tutti nell'aula di studio e comincia a indagare sul colpevole. La discussione ben presto sfocia in un litigio che finirà in modo inaspettato e che porterà alla luce vecchi veleni e oscuri segreti.
- Ascolti USA: telespettatori 4 531 000 – share 5%[9]

## Teorie del complotto e arredamento d'interni
- Titolo originale: Conspiracy Theories and Interior Design
- Diretto da: Adam Davidson
- Scritto da: Chris McKenna

### Trama
Quando Il preside Dean Pelton inizia a controllare gli orari dei corsi, scopre che Jeff è iscritto a un corso che non esiste. Proprio quando Jeff sta per essere smascherato, si presenta uno sconosciuto docente del Greendale che dichiara che Jeff ha frequentato tutte le sue lezioni di storia delle teorie delle complotto.
- Ascolti USA: telespettatori 4 408 000 – share 5%[10]

## Passaggio all'età adulta
- Titolo originale: Mixology Certification
- Diretto da: Jay Chandrasekhar
- Scritto da: Andy Bobrow

### Trama
È arrivato il 21º compleanno di Troy, così Jeff decide di organizzare una festa nel pub che frequenta di solito e di istruire Troy su tutto ciò che riguarda l'alcool. Ma tutti hanno ovviamente la loro da dire al riguardo. Annie per poter bere usa un documento falso procuratole da Britta ma si immedesima totalmente nella nuova identità; Shirley cerca di rimuovere tutte le sue foto da sbronza dal bar; Jeff e Britta bevono si ubriacano e Abed conversa con un appassionato di fantascienza.
- Ascolti USA: telespettatori 4 546 000 – share 5%[11]

## L'incontrollabile Natale di Abed
- Titolo originale: Abed's Uncontrollable Christmas
- Diretto da: Duke Johnson
- Scritto da: Dino Stamatopoulos e Dan Harmon

### Trama
Abed si sveglia in una versione della realtà in clayanimation. È il 9 dicembre e stanno per iniziare le feste natalizie, ma c'è poco spirito natalizio in giro. Il gruppo ne discute e ognuno parla dei propri progetti. Jeff e Britta però portano Abed dallo psicologo del college, che si appassiona al suo caso sperando in una pubblicazione accademica. Abed decide che per risolvere i suoi problemi deve trovare il vero significato del Natale. Così coinvolge tutti gli amici in un viaggio nella sua mente, guidati (e ostacolati) dallo psicologo.
- Nota. L'episodio, a tema natalizio, è interamente girato in claymation.
- Ascolti USA: telespettatori 4 293 000 – share 4%[12]

## Studi sulla popolazione asiatica
- Titolo originale: Asian Population Studies
- Diretto da: Anthony Russo
- Scritto da: Emily Cutler

### Trama
Il secondo semestre inizia malissimo per il gruppo, con l'insegnante di Antropologia che ha deciso di fare un corso serio e con veri compiti. Chang riprende ad assillare Jeff per entrare nel gruppo di studio. Dato che farebbe comodo una persona in più, Annie propone Rich, uno studente che ha conosciuto facendo volontariato e con cui esce. Il ragazzo però è troppo perfetto e Jeff non lo sopporta, arrivando a votare per Chang. Nel frattempo Shirley ha deciso di tornare con il marito ma nasconde ben due segreti.
- Ascolti USA: telespettatori 4 733 000 – share 5%[13]

## Questione di indipendenza
- Titolo originale: Celebrity Pharmacology
- Diretto da: Fred Goss
- Scritto da: Hilary Winston

### Trama
Annie convince il gruppo a mettere in scena una commedia anti-droga in una vicina scuola media. Pierce, insoddisfatto del ruolo affidatogli da Annie, cerca di corromperla per avere una parte migliore. Nel frattempo, Chang tenta di parlare con Shirley, mentre uno scherzo che coinvolge il telefono di Britta mette Jeff in una situazione imbarazzante.
- Ascolti USA: telespettatori 4 585 000 – share 4%[14]

## Dungeons & Dragons
- Titolo originale: Advanced Dungeons & Dragons
- Diretto da: Joe Russo
- Scritto da: Andrew Guest

### Trama
Jeff e il gruppo invitano Tondo Neal nell'aula di studio per una partita a Dungeons and Dragons. Ma escludono Pierce che si infuria. Durante la partita verranno fuori ignoti segreti e vecchie schermaglie tra i giocatori.
- Ascolti USA: telespettatori 4 371 000 – share 4%[15]

## Romanticismo di inizio XXI secolo
- Titolo originale: Early 21st Century Romanticism
- Diretto da: Steven Sprung
- Scritto da: Karey Dornetto

### Trama
È il giorno di San Valentino e dopo un litigio, Jeff decide di passare una serata senza i suoi amici. Invita il professor Duncan a casa sua per vedere la partita. Chang dopo essere stato sbattuto fuori di casa dalla moglie (ha infatti fatto sesso con Shirley ad Halloween) si reca a casa di Jeff fingendosi interessato alla partita ma in realtà con lo scopo di instaurarsi da Jeff per qualche mese. Jeff dopo aver scoperto il suo piano lo caccia fuori di casa. Nel frattempo Troy e Abed si innamorano entrambi della bibliotecaria e la invitano al ballo obbligandola poi a scegliere tra i due il migliore. Britta scopre che una sua amica che credeva lesbica in realtà è eterosessuale e ci litiga. Pierce abusa di antidolorifici e tratta male Annie.
- Ascolti USA: telespettatori 3 808 000 – share 4%[16]

## Il documentario sociale
- Titolo originale: Intermediate Documentary Filmmaking
- Diretto da: Joe Russo
- Scritto da: Megan Ganz

### Trama
Pierce finge di essere in punto di morte, dà a ognuno del gruppo di studio doni specifici che hanno in realtà lo scopo di tormentarli. Britta riceve un assegno in bianco da donare a chi vuole, Jeff potrà conoscere l'identità di suo padre, Troy incontra il suo mito Levar Burton, Annie riceve un diadema prezioso e Sherley riceve un CD. Il tutto è filmato da Abed per un documentario.
- Nota. L'episodio è girato come un falso documentario (a tenere sulle spalle la telecamera è Abed, mentre gli altri personaggi si confessano come in un reality).
- Ascolti USA: telespettatori 4 106 000 – share 4%[17]

## Introduzione alle scienze politiche
- Titolo originale: Intro to Political Science
- Diretto da: Jay Chandrasekhar
- Scritto da: Adam Countee

### Trama
Quando il vice presidente degli Stati Uniti d'America decide di venir a far visita al Greendale, il rettore Pelton indice delle elezioni per eleggere il rappresentante del corpo studentesco. Annie si candida ed è determinata a vincere contro gli altri pretendenti come Leonard, Jeff e Star Burns. Nel frattempo, Abed diventa amico di un agente dei servizi segreti.

## Legge sulla custodia e diplomazia dell'Europa orientale
- Titolo originale: Custody Law and Eastern European Diplomacy
- Diretto da: Anthony Russo
- Scritto da: Andy Bobrow

### Trama
Il gruppo di studio organizza una festa per la futura nascita del bambino di Shirley, mentre quest'ultima cerca di mantenere Chang fuori dalla sua vita. Intanto Britta è interessata al nuovo amico di Abed e Troy, Lukka che ha un oscuro passato alle spalle.
- Ascolti USA: telespettatori 4 152 000 – share 5%[18]

## Critica del cinema
- Titolo originale: Critical Film Studies
- Diretto da: Richard Ayoade
- Scritto da: Sona Panos

### Trama
Per il compleanno di Abed, Jeff organizza una festa a sorpresa insieme al gruppo di studio, ma all'insaputa del resto del gruppo Abed decide di festeggiare il suo compleanno con una cena formale in compagnia del solo Jeff in un ristorante di lusso.
- Nota. L'episodio rende omaggio ai film Pulp Fiction e My Dinner with Andre.
- Ascolti USA: telespettatori 4 463 000 – share 5%[19]

## Degustazione di vini competitiva
- Titolo originale: Competitive Wine Tasting
- Diretto da: Joe Russo
- Scritto da: Emily Cutler

### Trama
Il gruppo di studio comincia a scegliere i corsi da fare durante la primavera. Britta e Troy decidono di frequentare un corso di recitazione dove Troy finge di aver avuto un'infanzia difficile per attirare Britta, mentre Abed sceglie un corso che studia una famosa sitcom degli anni '80. Nel frattempo Jeff e Pierce si inscrivono a un corso di degustazione di vini, dove Pierce incontra una giovanissima donna asiatica e i due iniziano una storia d'amore. Quando Pierce si trova in procinto di sposarla, Jeff si insospettisce e cerca di capire cosa c'è sotto.
- Ascolti USA: telespettatori 3 485 000 – share 4%[20]

## I paradigmi della memoria umana
- Titolo originale: Paradigms of Human Memory
- Diretto da: Tristram Shapeero
- Scritto da: Chris McKenna

### Trama
Mentre il gruppo di studio sta per ultimare il suo ultimo diorama per il corso di antropologia, riaffiorano tutti i ricordi dell'anno appena passato. Tuttavia, vengono alla luce dei particolari sulla relazione segreta tra Jeff e Britta che rischiano di lacerare il gruppo.
- Ascolti USA: telespettatori 3 166 000 – share 4%[21]

## Antropologia applicata e arte culinaria
- Titolo originale: Applied Anthropology and Culinary Arts
- Diretto da: Jay Chandrasekhar
- Scritto da: Karey Dornetto

### Trama
Proprio mentre il gruppo di studio si sta preparando per l'esame finale di antropologia, a Shirley si rompono le acque. A causa di una rivolta che scoppia nel parcheggio durante un festival sulla multi etnicità dei cibi i soccorsi non possono intervenire e sarà il gruppo di studio insieme a Chang, impaziente di sapere di chi sia il bambino, ad assistere la loro compagna.
- Ascolti USA: telespettatori 3 345 000 – share 4%[22]

## Per un pugno di cartucce (1)
- Titolo originale: A Fistful of Paintballs
- Diretto da: Joe Russo
- Scritto da: Andrew Guest

### Trama
Il Greendale celebra la fine dell'anno scolastico con un pranzo al sacco all'aperto in stile Western. Il rettore Pelton dichiara che ci sarà una nuova partita di paintball. Da qui si scatenerà il finimondo e l'inizio di una guerra con alleanze, divisioni e stratagemmi di ogni genere. Nel frattempo però emerge un misterioso studente esperto nell'uso delle armi.
- Nell'episodio ci sono riferimenti al film Il buono, il brutto, il cattivo e a Per un pugno di dollari, in cui Abed è travestito da "Joe lo straniero".
- Guest star: Josh Holloway (The Black Rider)
- Ascolti USA: telespettatori 3 490 000 – share 5%[23]

## Per un pugno di cartucce (2)
- Titolo originale: For a Few Paintballs More
- Diretto da: Joe Russo
- Scritto da: Hilary Winston

### Trama
La guerriglia del paintball continua, ma c'è una svolta drammatica con nuovi sconosciuti partecipanti che entrano in gioco. Il gruppo di studio si rende conto che deve unirsi per sconfiggere il nemico, malgrado ci siano discrepanze nella definizione di un piano per vincere.
- Ascolti USA: telespettatori 3 320 000 – share 5%[24]